# Rachid Daoudi
Rachid Daoudi (in arabo راشد داوودي‎?; Fès, 21 febbraio 1966) è un ex calciatore marocchino, di ruolo centrocampista.